# Coluteastrum sulcatum
Coluteastrum sulcatum là một loài thực vật có hoa trong họ Đậu. Loài này được (E. Mey.) Kuntze mô tả khoa học đầu tiên năm 1891.